# The Big Prize
Albums de Honeymoon Suite
Honeymoon Suite
(1984) Racing After Midnight
(1988)
Singles
1. Bad Attitude
Sortie : 17 décembre 1985
2. Feel It Again
Sortie : 24 janvier 1986
3. What Does It Take
Sortie : 3 juin 1986
4. All Along You Knew
Sortie : 1986

The Big Prize est le deuxième album du groupe de rock canadien Honeymoon Suite. Il est paru en février 1986 sous le label Warner Bros. Records et fut produit par Bruce Fairbairn.

## Historique
À la suite du succès de leur premier album éponyme et de longues tournées de promotion pendant lesquels les musiciens composèrent la majorité des chansons du nouvel album, le groupe s'installa au ""Boogie Motel" de Long Island pour enregistrer son deuxième album. Cette fois-ci, c'est avec l'équipe Bruce Fairbairn et Bob Rock à la technique que travailla le groupe. Les enregistrements furent finalisés au Canada aux Little Mountain Sound Studios de Vancouver avec quelques enregistrement supplémentaires à Toronto aux Phase One Studios.
Comme pour l'album précédent, le mixage se déroula au Farmyard Studios en Angleterre, Ian Anderson rejoignit le groupe pour enregistrer les parties de flûte sur la chanson All Along You Knew.
La pochette de l'album représente un couple de mariés se faisant photographier par des touristes sur la partie canadienne des Chutes du Niagara, patrie des membres du groupe.
Comme l'album précédent, cet album aura beaucoup de succès au Canada, atteignant la 13e place des charts, mais aussi aux États-Unis où l'album entra dans les charts du Billboard 200 (61e place). Il sera aussi nommé aux Juno Awards dans la catégorie "Album of the Year".
Dans une interview donnée en 2008, le guitariste Derry Grehan dit « penser » que The Big Prize est le meilleur album du groupe.

## Liste des titres
- Tous les titres sont signés par Derry Grehan sauf indications.

1. Bad Attitude - 5:28
2. Feel It Again (Ray Coburn) - 4:37
3. Lost and Found (Coburn) - 4:22
4. What Does It Take - 4:13
5. One by One - 3:42
6. Wounded (Johnnie Dee) - 4:36
7. Words in the Wind - 4:35
8. All Along You Knew - 4:19
9. Once the Feeling - 4:32
10. Take My Hand - 3:41

## Musiciens
- Johnnie Dee : chant
- Derry Grehan : guitares, chœurs
- Ray Coburn : claviers
- Gary Lalonde : basse
- Dave Betts : batterie, percussions

avec
- Ian Anderson: flûte sur All Along You Knew
- Mickey Curry et Chris Taylor: percussions

## Charts et certification
| Pays       | Durée du classement | Meilleur classement |
| ---------- | ------------------- | ------------------- |
| Canada     | 22 semaines         | 13e                 |
| États-Unis | 35 semaines         | 61e                 |

| Pays   | Certification | Ventes    | Date       |
| ------ | ------------- | --------- | ---------- |
| Canada | 3 × Platine   | 300 000 + | 13/06/1990 |

Charts singles
| Année | Single               | Chart                  | Position |
| ----- | -------------------- | ---------------------- | -------- |
| 1986  | "Bad Attitude"       | Mainstream Rock Tracks | 22e      |
| 1986  | "Feel It Again"      | Hot 100                | 34e      |
| 1986  | "Feel It Again"      | Mainstream Rock Tracks | 8e       |
| 1986  | "Feel It Again"      | RPM Top Singles        | 20e      |
| 1986  | "What Does It Takes" | Hot 100                | 52e      |
| 1986  | "What Does It Takes" | Mainstream Rock Tracks | 38e      |
| 1986  | "What Does It Takes" | RPM Top Singles        | 21e      |
| 1986  | "All Along You Knew" | RPM Top Singles        | 65e      |